# Штакеншнейдер Андрій Іванович
Андрі́й Іва́нович Штакеншне́йдер (6 березня 1802 — 20 серпня 1865, Москва) — російський архітектор. Академік Петербурзької академії мистецтв з 1834 року.

## Біографія
Народився 22 лютого (6 березня) 1802 року на мизі Іванівці неподалік від Гатчини (тепер Гатчинський район Ленінградської області Росії) в сім'ї німецького підданого Йоганна Штакеншнейдера. У 1815—1821 роках навчався в Петербурзькій академії мистецтв.
З 1821 року працював разом з Огюстом Монферраном в Комітеті для будівель і гідравлічних робіт, з 1825 року в Комісії по побудові Ісаакіївського собору. З 1833 року — архітектор Двору великого князя Михайла Павловича, з 1834 року — академік, з 1844 року — професор. З 1854 року викладав в Академії мистецтв. У 1856 році, отримавши посаду Архітектора Найвищого двору, здійснював нагляд над усіма роботами в заміських імператорських резиденціях.
Помер в Москві 8 (20) серпня 1865 року. Похований в Санкт-Петербурзі в Сергієвій Приморській пустині.

## Споруди
- Палац «Бельведер» у Петергофі (1853—1856);
- Миколаївський палац у Санкт-Петербурзі (1853—1861, тепер «Палац Праці») та інше.

В Україні за проектами архітектора створені архітектурні споруди парку «Софіївка» в Умані:
- рожевий павільйон (1850—1852);
- вхід до парку (1852);
- ескізи ліпного фриза до павільйону Флори (1852).